# Batman: The Killing Joke (film)
Batman: The Killing Joke er en amerikansk animations superheltefilm fra 2016, der er produceret af Warner Bros. Animation og distribueret af Warner Bros. Pictures. Den omhandler DC Comics-karakteren Batman, det er den 27. film i serien af DC Universe Animated Original Movies, og den er baseret på den grafiske roman af samme navn af Alan Moore og Brian Bolland. Filmen er instrueret af Sam Liu, med manuskript af Brian Azzarello og Kevin Conroy, Mark Hamill, Tara Strong og Ray Wise lægger stemme til hovedrollerne. Ligesom romanen, så følger filmen Jokeren, Batmans ærkefjende, og hans forsøg på at drive politikommisær James Gordon vanvittig og Batman der desperat forsøger at stoppe ham.
Filmatiseringen af romane begyndte i 2009. Produktionen blev midlertidigt sat i bero som følger af den undervældende modtagelse af DC's filmatisering af Moores Watchmen. I 2011 udtrykte Hamill interesse i at gentage sin rolle som Jokeren til filmen, hvilket resulterede i en fankampagne for at få den produceret. I 2015 bekræftede Bruce Timm at der var en animeret film baseret på bogen under udvikling. Det er den første Batman-film og Warner Bros. Animation-film der blev fik en R-rating af MPAA.
Batman: The Killing Joke fik premiere ved San Diego Comic-Con d. 22. juli 2016. Det var oprindeligt meningen, at den skulle udgives direkte til video, men grundet dens popularitet fik den i stedet en simultan udgivelse i biografer og digital d. 25. juli 2016, til en enkelt aften. Den blev udgivet på DVD og Blu-ray 2. august 2016. Filmen blev godt modtogaet fra kritikerne, og størstedelen af kritikken gik på filmens første halvdel. Den indspilleder for $4,4 mio. på verdensplan og blev den 9. bedst indtjenende R-ratede animationsfilm i verden på dette tidspunkt.

## Medvirkende
- Kevin Conroy som Bruce Wayne / Batman
- Mark Hamill som Jokeren / Red Hood
- Tara Strong som Barbara Gordon / Batgirl / Oracle
- Ray Wise som Commissioner James Gordon
- Robin Atkin Downes som Det. Harvey Bullock[6]
- John DiMaggio[6] som Carlos Francesco
- Brian George[6] som Alfred Pennyworth
- JP Karliak som Reese
- Andrew Kishino[6] som Murray
- Nolan North[6] som Mitch
- Maury Sterling[6] som Parry Francesco / Paris Franz
- Fred Tatasciore[6] som Carnival Owner
- Bruce Timm[6] som Patrolman
- Anna Vocino[6] som Jeannie
- Kari Wahlgren[6] som Call Girl
- Rick D. Wasserman[6] som Sal Maroni